# Açude Poço Verde
Açude Poço Verde é um açude brasileiro no estado do Ceará.
Foi construído pelo DNOCS com recursos da união sendo concluído no ano de 1955.
Está construído sobre o leito do Riacho Sororó, no município de Itapipoca, sendo uma das principais fontes de abastecimento hídrico do município.
Sua capacidade é de 13.650.000 m³.
O Balneário foi Construído na gestão do Prefeito Gerardo Barroso sendo um dos comandantes como mestre de obras/pedreiro João Rurik de Sousa.